# 北村徹
北村 徹（きたむら とおる、1960年1月10日 - 2010年12月10日）は、元競輪選手。現役時代は日本競輪選手会熊本支部に所属、ホームバンクは熊本競輪場。日本競輪学校（当時。以下、競輪学校）第43期生。
同じく元競輪選手の北村哲郎は実弟。

## 経歴
九州学院高等学校時代の1977年、全国高等学校総合体育大会自転車競技大会（玉野競輪場）のイタリアンチームレース（現在のチームスプリントの前身種目）で優勝を経験。同校卒業後、競輪学校に43期生として入学。
後に、滝澤正光、佐々木昭彦、小川博美といった特別競輪（GI）優勝経験者を輩出することになる第43期生の中でも、北村の競輪学校時代の強さは桁違いで、在校競走成績第1位に加え、卒業記念レースでも優勝を果たした。当時の記事では代名詞が「小さなチャンピオン」（身長は実際162cm位）。
デビュー戦は1979年4月7日、松山競輪場で迎え1着。さらにこの開催の完全優勝も果たした。その後も着実に実力をつけていき、1981年のオールスター競輪（立川競輪場）の決勝に進出。中野浩一 - 井上茂徳の「ゴールデンコンビ」の『機関車役』として果敢に先行し、井上の初タイトルに貢献した形となった（自身は9着）。また同年に行われた新人王戦では、同県の岸本元也の逃げに乗って完全優勝を果たした。
1982年、イギリスのレスターで開催された世界自転車選手権のケイリンに出場し、野田正と共に決勝に進出。流れが向かない不利な展開の中、直線で鋭い追い込みを見せ、ゴードン・シングルトン（1着）、ダニー・クラーク（2着）に次いで3位に入り、銅メダルを獲得。また、同年の競輪王戦の決勝戦でも再び、中野 - 井上の黄金コンビを牽引した（8着）。
その後も、1984年のオールスター競輪（西宮競輪場）で決勝戦に進出（8着）したが、北村がトップクラスの選手として活躍したのは、事実上ここまでとなってしまった。
その後は膝の故障に苦しめられ、さらに、だましだまし競走を続けていくうちに成績が急降下。引退年となる2001年にはB級1班にまで転落した。
2001年10月23日、選手登録消除。通算戦績1751戦388勝、通算優勝回数63。
2010年12月10日、死去。